# Atelier mécanique Félix Trottier et Fils
 (avril 2025).
L'atelier mécanique Félix Trottier et Fils est un établissement patrimonial dans la municipalité de La Doré construit en 1894.

## Voir plus